# Moe Herscovitch
Montgomery Moe Hart Herscovitch (27. oktober 1897 – 22. juli 1969) var en canadisk bokser som deltog i de olympiske lege 1920 i Antwerpen.
Herscovitch vandt en bronzemedalje i boksning under OL 1920 i Antwerpen. Han kom på en tredjeplads i vægtklassen mellemvægt, i semifinalen tabte han til sin landsmand Georges Prud'Homme som senere tabte finalen til britiske Harry Mallin. Der var 17 boksere fra ni lande som deltog i vægtklassen der blev afviklet fra den 21. til 24. august 1920. 